# 各務原市立稲羽東小学校
各務原市立稲羽東小学校（かかみがはらしりつ いなばひがししょうがっこう）は、岐阜県各務原市前渡西町にある公立小学校。

## 概要
- 各務原市稲羽地区の小学校の一つであり、稲羽地区の東部（旧・稲葉郡前宮村）の児童が通学する。
- 通学区域（自治会名による）は、山脇町、下切町、前渡西町1、前渡西町2、前渡西町3、前渡西町4、前渡西町5、前渡西町6、北島、両内野、長平であり[1]、公立中学校の場合の進学先は各務原市立稲羽中学校である[2]。
- 令和7年度の児童数は121名の小規模校である。各務原市は学校規模の適正化を図る取組のひとつとして、小規模校へ市内全域からの就学を認める小規模特別認定校制度を令和5年度から導入し、稲羽東小学校が対象校の一つである[3]。

## 沿革
- 1873年（明治6年）2月 - 桃春院を仮校舎として　不惕（ふてき）学校として創立。
- 1878年（明治11年） - 各務郡鵜沼村三ツ池組を当校の校下に編入 。
- 1880年（明治13年） - 各務郡三柿野村字三滝組を当校校下に編入。
- 1883年（明治16年） - 時習小学校に改称する。矢熊山の西麓に校舎を新築。
- 1892年（明治25年） - 鵜沼村三ツ池組に三ツ池尋常小学校が開校し、離脱。
- 1893年（明治26年） - 前渡尋常小学校に改称する。
- 1897年（明治30年） - 前渡村と若宮村が合併し前宮村が発足。同時に前宮尋常小学校に改称する。
- 1910年（明治43年） - 高等科を併置し、前宮尋常高等小学校に改称する。
- 1912年（大正元年） - 新校舎が完成する。
- 1926年（大正15年） - 校舎を増築する。
- 1935年（昭和10年） - 農業青年学校を併設する。
- 1941年（昭和16年） - 前宮国民学校に改称する。
- 1947年（昭和22年） - 前宮村立前宮小学校に改称する。
- 1955年（昭和30年） - 羽島郡中屋村、稲葉郡更木村、前宮村が合併し、稲羽町が発足。同時に稲羽町立前宮小学校に改称する。
- 1957年（昭和32年） - 隣接していた旧・前宮中学校校舎に移転。従来の校舎を解体。
- 1963年（昭和38年） - 稲葉郡鵜沼町、蘇原町、那加町、稲羽町が合併し各務原市が発足。同時に各務原市立稲羽東小学校に改称する。
- 1970年（昭和45年） - 新校舎（第一期、鉄筋コンクリート造）が完成する。
- 1971年（昭和46年） - 校舎（第二期、鉄筋コンクリート造）が完成する。
- 1973年（昭和48年） - 体育館が完成する。
- 1981年（昭和56年） - 校舎を増築する。
- 1984年（昭和59年） - プールが完成する。
- 2011年（平成23年） - 新体育館が完成する。
- 2023年（令和5年） - 小規模特認校の指定を受ける。

## 学校周辺
- 仏眼院（矢熊山）
- 岐阜かかみがはら航空宇宙博物館